# Vombisidris
Vombisidris is een geslacht van vliesvleugelige insecten van de familie Mieren (Formicidae).

## Soorten
- V. acherdos Bolton, 1991
- V. australis (Wheeler, W.M., 1934)
- V. bilongrudi (Taylor, 1989)
- V. dryas Bolton, 1991
- V. harpeza Bolton, 1991
- V. humboldticola Zacharias & Rajan, 2004
- V. jacobsoni (Forel, 1915)
- V. lochme Bolton, 1991
- V. nahet Bolton, 1991
- V. occidua Bolton, 1991
- V. philax Bolton, 1991
- V. philippina Zettel & Sorger, 2010
- V. regina Bolton, 1991
- V. renateae (Taylor, 1989)
- V. umbrabdomina Huang & Zhou, 2006
- V. xylochos Bolton, 1991